# 軍井四
軍井四（英語：Nu Leporis）拉丁化的名字來自ν Leporis，它可能是天測聯星，是位於星座天兔座的恆星系統。它的視星等為5.29，是肉眼可見的一顆微弱的恒星。基於從地球上看到的每年7.70mas的視差，估計它距離太陽約420光年。
可見成分是一顆B型恒星，估計質量是太陽質量的3.3倍。萊什（英語：Lesh，1968）給出的恆星分類是 B7IVnn，這表明它在恆星演化過程似乎已經進入次巨星的階段。特別的「nn」符號表示由快速旋轉引起的「模糊」吸收線。 霍克（英語：Houk）和史密斯 穆爾（英語：Smith Moore）（1978）將其列為B7/8V，表明這是一顆B型主序星，它還沒有消耗掉核心所有的氫。
軍井四正以285公里/秒的投影旋轉速度快速旋轉。這顆恆星的半徑約為太陽半徑的三倍，並且在表面12,417K的有效溫度下，從其光球輻射出138倍於太陽光度的光。